# ایگل تالون
ایگل تالون (Eagle Talon) خودرویی است که در سال‌های ۱۹۹۰ تا ۱۹۹۸در ایالات متحده آمریکا تولید شده‌است. طراحی آن موتور جلو، خودرو محور جلو و خودرو چهار چرخ محرک بوده است. سیستم جعبه‌دندهٔ آن ۴ دنده به دو صورت خودکار و دستی است.